# Емблема Кабо-Верде
Державний герб Республіки Кабо-Верде був затверджений в 1992 році.

## Символіка
Починаючи з центру:
- Рівносторонній трикутник блакитного кольору як символ єдності, рівності громадянських прав, з білим смолоскипом усередині — символізує свободу, зароблену багатьма роками боротьби;
- Радіальний надпис «Республіка Кабо-Верде» португальською мовою зліва направо навколо трикутника;
- Три блакитні горизонтальні лінії під основою трикутника — символізують море, що оточує острови;
- Два обмежувальних кола;
- Жовтий поплавок угорі перекриває два кола — символ честі та гідності;
- Ланцюг з трьох ланок жовтого кольору і два зелених пальмових листа внизу — символізують згуртованість людей в період посухи;
- 10 зірок групами по 5 з двох сторін — символізують 10 населених островів держави. Зірки також зображені на національному прапорі країни.

Герб Португальської колонії Кабо-Верде (1935—1951)
Герб Португальської провінції Кабо-Верде (1951—1975)